# Frontera entre Kenya i Tanzània
La frontera entre Kenya i Tanzània és una línia terrestre de 769 kilòmetres d'extensió que separa Tanzània de Kenya. Es tracta d'una frontera amb grans segments en línia recta. Comença al marge oriental del llac Victòria, seguint cap al sud-est i servint de límit també a les reserves del Parc Nacional del Serengeti (Tanzània) i Masai Mara (Kenya). Passa després pocs quilòmetres al nord del mont Kilimanjaro, el més alt d'Àfrica, continuant abans d'arribar al canal de Pemba, a l'oceà Índic.Va ser un focus de tensió a finals dels anys setanta i en els anys 2007 i 2017 hi ha hagut enfrontaments intefronterers protagonitzats pels massais a causa del robatori de ramat.